# Judô nos Jogos Olímpicos de Verão de 2024 - Equipe mista
A competição de equipe mista do judô nos Jogos Olímpicos de Verão de 2024 foi realizada em 3 de agosto de 2024, no Grand Palais Éphémère em Paris. O limite de peso para cada equipe ficou 5% acima dos limites regulares. Um total de 181 judocas de 19 Comitês Olímpicos Nacionais (CON) participaram do evento.

## Qualificação
O torneio de equipes mistas ofereceu cinco vagas por convite (uma para cada continente) para os CONs mais bem classificados que tenham judocas qualificados em pelo menos cinco das seis categorias de peso de equipes mistas (–57 kg, –70 kg +70 kg no feminino e –73 kg, –90 kg +90 kg no masculino). Entre esses CONs, o judoca mais bem classificado que disputar a qualificação preencheu a vaga de cota restante para completar a equipe. Caso uma país estivesse qualificado para o evento, todos os competidores classificados nas disputas individuais poderiam participar, ou seja, até sete mulheres e sete homens.

## Calendário
Horário local (UTC+2)
| Data                | Horário | Fase          |
| ------------------- | ------- | ------------- |
| 3 de agosto de 2024 | 10:00   | Eliminatórias |
| 3 de agosto de 2024 | 16:00   | Fase final    |

## Medalhistas
|  | FRA França |  | JPN Japão |  | BRA Brasil |  | KOR Coreia do Sul |
|  | Shirine Boukli Joan-Benjamin Gaba Amandine Buchard Walide Khyar Sarah-Léonie Cysique Luka Mkheidze Clarisse Agbegnenou Alpha Oumar Djalo Marie-Ève Gahié Maxime-Gaël Ngayap Hambou Romane Dicko Aurélien Diesse Madeleine Malonga Teddy Riner |  | Uta Abe Hifumi Abe Haruka Funakubo Soichi Hashimoto Natsumi Tsunoda Ryuju Nagayama Saki Niizoe Sanshiro Murao Miku Takaichi Takanori Nagase Akira Sone Tatsuru Saito Rika Takayama Aaron Wolf |  | Larissa Pimenta Daniel Cargnin Rafaela Silva Willian Lima Ketleyn Quadros Rafael Macedo Beatriz Souza Guilherme Schimidt Leonardo Gonçalves Rafael Silva |  | Huh Mi-mi An Ba-ul Jung Ye-rin Kim Won-jin Lee Hye-kyeong Han Ju-yeop Kim Ji-su Lee Joon-hwan Kim Ha-yun Kim Min-jong Yoon Hyun-ji |

## Resultados
A competição foi realizada em um único dia até a definição das equipes medalhistas. Vence um confronto a primeira equipe que conquistar 4 pontos. Em caso de empate em 3–3, uma das categorias de peso é novamente realizada através de sorteio para determinar a equipe vencedora.

### Finais
|  | Semifinal    | Semifinal  |           |   | Final | Final |
|  |              |            |           |   |       |       |
|  |              |            |           |   |       |       |
|  |              |            |           |   |       |       |
|  | JPN Japão    | 4          |           |   |       |       |
|  | JPN Japão    | 4          |           |   |       |       |
|  | GER Alemanha | 0          |           |   |       |       |
|  | GER Alemanha | 0          | JPN Japão | 3 |       |       |
|  |              |            | JPN Japão | 3 |       |       |
|  |              | FRA França | 4         |   |       |       |
|  | FRA França   | FRA França | 4         | 4 |       |       |
|  | FRA França   |            |           | 4 |       |       |
|  | ITA Itália   | 1          |           |   |       |       |
|  | ITA Itália   | 1          |           |   |       |       |

### Repescagem
|  | Repescagem | Repescagem |            |   | Disputa pelo bronze | Disputa pelo bronze |
|  |            |            |            |   |                     |                     |
|  |            |            |            |   |                     |                     |
|  |            |            |            |   |                     |                     |
|  |            |            |            |   |                     |                     |
|  |            |            |            |   |                     |                     |
|  |            |            |            |   |                     |                     |
|  | BRA Brasil | 4          |            |   |                     |                     |
|  | BRA Brasil | 4          |            |   |                     |                     |
|  |            |            | ITA Itália | 3 |                     |                     |
|  | SRB Sérvia | 1          | ITA Itália | 3 |                     |                     |
|  | SRB Sérvia | 1          |            |   |                     |                     |
|  | BRA Brasil | 4          |            |   |                     |                     |
|  | BRA Brasil | 4          |            |   |                     |                     |

|  | Repescagem        | Repescagem |              |   | Disputa pelo bronze | Disputa pelo bronze |
|  |                   |            |              |   |                     |                     |
|  |                   |            |              |   |                     |                     |
|  |                   |            |              |   |                     |                     |
|  |                   |            |              |   |                     |                     |
|  |                   |            |              |   |                     |                     |
|  |                   |            |              |   |                     |                     |
|  | KOR Coreia do Sul | 4          |              |   |                     |                     |
|  | KOR Coreia do Sul | 4          |              |   |                     |                     |
|  |                   |            | GER Alemanha | 3 |                     |                     |
|  | KOR Coreia do Sul | 4          | GER Alemanha | 3 |                     |                     |
|  | KOR Coreia do Sul | 4          |              |   |                     |                     |
|  | UZB Uzbequistão   | 2          |              |   |                     |                     |
|  | UZB Uzbequistão   | 2          |              |   |                     |                     |

### Chave A
|  | Primeira fase                     | Primeira fase |             |   | Oitavas de final | Oitavas de final |  |  | Quartas de final | Quartas de final |
|  |                                   |               |             |   |                  |                  |  |  |                  |                  |
|  |                                   |               |             |   |                  |                  |  |  |                  |                  |
|  |                                   |               |             |   |                  |                  |  |  |                  |                  |
|  |                                   |               |             |   |                  |                  |  |  |                  |                  |
|  |                                   |               |             |   |                  |                  |  |  |                  |                  |
|  |                                   |               |             |   |                  |                  |  |  |                  |                  |
|  | JPN Japão                         | 4             |             |   |                  |                  |  |  |                  |                  |
|  | JPN Japão                         | 4             |             |   |                  |                  |  |  |                  |                  |
|  |                                   |               | ESP Espanha | 3 |                  |                  |  |  |                  |                  |
|  | ESP Espanha                       | 4             | ESP Espanha | 3 |                  |                  |  |  |                  |                  |
|  | ESP Espanha                       | 4             |             |   |                  |                  |  |  |                  |                  |
|  | EOR Equipe Olímpica de Refugiados | 0             |             |   |                  |                  |  |  |                  |                  |
|  | EOR Equipe Olímpica de Refugiados | 0             | JPN Japão   | 4 |                  |                  |  |  |                  |                  |
|  |                                   |               | JPN Japão   | 4 |                  |                  |  |  |                  |                  |
|  |                                   | SRB Sérvia    | 1           |   |                  |                  |  |  |                  |                  |
|  |                                   | SRB Sérvia    | 1           |   |                  |                  |  |  |                  |                  |
|  |                                   |               |             |   |                  |                  |  |  |                  |                  |
|  |                                   |               |             |   |                  |                  |  |  |                  |                  |
|  | NED Países Baixos                 | 2             |             |   |                  |                  |  |  |                  |                  |
|  | NED Países Baixos                 | 2             |             |   |                  |                  |  |  |                  |                  |
|  |                                   |               | SRB Sérvia  | 4 |                  |                  |  |  |                  |                  |
|  |                                   |               | SRB Sérvia  | 4 |                  |                  |  |  |                  |                  |
|  |                                   |               |             |   |                  |                  |  |  |                  |                  |
|  |                                   |               |             |   |                  |                  |  |  |                  |                  |
|  |                                   |               |             |   |                  |                  |  |  |                  |                  |

### Chave B
|  | Primeira fase   | Primeira fase |             |   | Oitavas de final | Oitavas de final |  |  | Quartas de final | Quartas de final |
|  |                 |               |             |   |                  |                  |  |  |                  |                  |
|  |                 |               |             |   |                  |                  |  |  |                  |                  |
|  |                 |               |             |   |                  |                  |  |  |                  |                  |
|  |                 |               |             |   |                  |                  |  |  |                  |                  |
|  |                 |               |             |   |                  |                  |  |  |                  |                  |
|  |                 |               |             |   |                  |                  |  |  |                  |                  |
|  | GER Alemanha    | 4             |             |   |                  |                  |  |  |                  |                  |
|  | GER Alemanha    | 4             |             |   |                  |                  |  |  |                  |                  |
|  |                 |               | AUT Áustria | 1 |                  |                  |  |  |                  |                  |
|  |                 |               | AUT Áustria | 1 |                  |                  |  |  |                  |                  |
|  |                 |               |             |   |                  |                  |  |  |                  |                  |
|  |                 |               |             |   |                  |                  |  |  |                  |                  |
|  | GER Alemanha    | 4             |             |   |                  |                  |  |  |                  |                  |
|  | GER Alemanha    | 4             |             |   |                  |                  |  |  |                  |                  |
|  |                 | BRA Brasil    | 3           |   |                  |                  |  |  |                  |                  |
|  |                 | BRA Brasil    | 3           |   |                  |                  |  |  |                  |                  |
|  |                 |               |             |   |                  |                  |  |  |                  |                  |
|  |                 |               |             |   |                  |                  |  |  |                  |                  |
|  | KAZ Cazaquistão | 2             |             |   |                  |                  |  |  |                  |                  |
|  | KAZ Cazaquistão | 2             |             |   |                  |                  |  |  |                  |                  |
|  |                 |               | BRA Brasil  | 4 |                  |                  |  |  |                  |                  |
|  |                 |               | BRA Brasil  | 4 |                  |                  |  |  |                  |                  |
|  |                 |               |             |   |                  |                  |  |  |                  |                  |
|  |                 |               |             |   |                  |                  |  |  |                  |                  |
|  |                 |               |             |   |                  |                  |  |  |                  |                  |

### Chave C
|  | Primeira fase     | Primeira fase     |             |   | Oitavas de final | Oitavas de final |  |  | Quartas de final | Quartas de final |
|  |                   |                   |             |   |                  |                  |  |  |                  |                  |
|  |                   |                   |             |   |                  |                  |  |  |                  |                  |
|  |                   |                   |             |   |                  |                  |  |  |                  |                  |
|  |                   |                   |             |   |                  |                  |  |  |                  |                  |
|  |                   |                   |             |   |                  |                  |  |  |                  |                  |
|  |                   |                   |             |   |                  |                  |  |  |                  |                  |
|  | FRA França        | 4                 |             |   |                  |                  |  |  |                  |                  |
|  | FRA França        | 4                 |             |   |                  |                  |  |  |                  |                  |
|  |                   |                   | ISR Israel  | 0 |                  |                  |  |  |                  |                  |
|  | MGL Mongólia      | 3                 | ISR Israel  | 0 |                  |                  |  |  |                  |                  |
|  | MGL Mongólia      | 3                 |             |   |                  |                  |  |  |                  |                  |
|  | ISR Israel        | 4                 |             |   |                  |                  |  |  |                  |                  |
|  | ISR Israel        | 4                 | FRA França  | 4 |                  |                  |  |  |                  |                  |
|  |                   |                   | FRA França  | 4 |                  |                  |  |  |                  |                  |
|  |                   | KOR Coreia do Sul | 1           |   |                  |                  |  |  |                  |                  |
|  |                   | KOR Coreia do Sul | 1           |   |                  |                  |  |  |                  |                  |
|  |                   |                   |             |   |                  |                  |  |  |                  |                  |
|  |                   |                   |             |   |                  |                  |  |  |                  |                  |
|  | KOR Coreia do Sul | 4                 |             |   |                  |                  |  |  |                  |                  |
|  | KOR Coreia do Sul | 4                 |             |   |                  |                  |  |  |                  |                  |
|  |                   |                   | TUR Turquia | 1 |                  |                  |  |  |                  |                  |
|  |                   |                   | TUR Turquia | 1 |                  |                  |  |  |                  |                  |
|  |                   |                   |             |   |                  |                  |  |  |                  |                  |
|  |                   |                   |             |   |                  |                  |  |  |                  |                  |
|  |                   |                   |             |   |                  |                  |  |  |                  |                  |

### Chave D
|  | Primeira fase   | Primeira fase   |            |   | Oitavas de final | Oitavas de final |  |  | Quartas de final | Quartas de final |
|  |                 |                 |            |   |                  |                  |  |  |                  |                  |
|  |                 |                 |            |   |                  |                  |  |  |                  |                  |
|  |                 |                 |            |   |                  |                  |  |  |                  |                  |
|  |                 |                 |            |   |                  |                  |  |  |                  |                  |
|  |                 |                 |            |   |                  |                  |  |  |                  |                  |
|  |                 |                 |            |   |                  |                  |  |  |                  |                  |
|  | GEO Geórgia     | 3               |            |   |                  |                  |  |  |                  |                  |
|  | GEO Geórgia     | 3               |            |   |                  |                  |  |  |                  |                  |
|  |                 |                 | ITA Itália | 4 |                  |                  |  |  |                  |                  |
|  | ITA Itália      | 4               | ITA Itália | 4 |                  |                  |  |  |                  |                  |
|  | ITA Itália      | 4               |            |   |                  |                  |  |  |                  |                  |
|  | HUN Hungria     | 1               |            |   |                  |                  |  |  |                  |                  |
|  | HUN Hungria     | 1               | ITA Itália | 4 |                  |                  |  |  |                  |                  |
|  |                 |                 | ITA Itália | 4 |                  |                  |  |  |                  |                  |
|  |                 | UZB Uzbequistão | 2          |   |                  |                  |  |  |                  |                  |
|  |                 | UZB Uzbequistão | 2          |   |                  |                  |  |  |                  |                  |
|  |                 |                 |            |   |                  |                  |  |  |                  |                  |
|  |                 |                 |            |   |                  |                  |  |  |                  |                  |
|  | UZB Uzbequistão | 4               |            |   |                  |                  |  |  |                  |                  |
|  | UZB Uzbequistão | 4               |            |   |                  |                  |  |  |                  |                  |
|  |                 |                 | CAN Canadá | 0 |                  |                  |  |  |                  |                  |
|  |                 |                 | CAN Canadá | 0 |                  |                  |  |  |                  |                  |
|  |                 |                 |            |   |                  |                  |  |  |                  |                  |
|  |                 |                 |            |   |                  |                  |  |  |                  |                  |
|  |                 |                 |            |   |                  |                  |  |  |                  |                  |

## Confrontos

### Primeira rodada

#### Espanha vs Equipe Olímpica de Refugiados

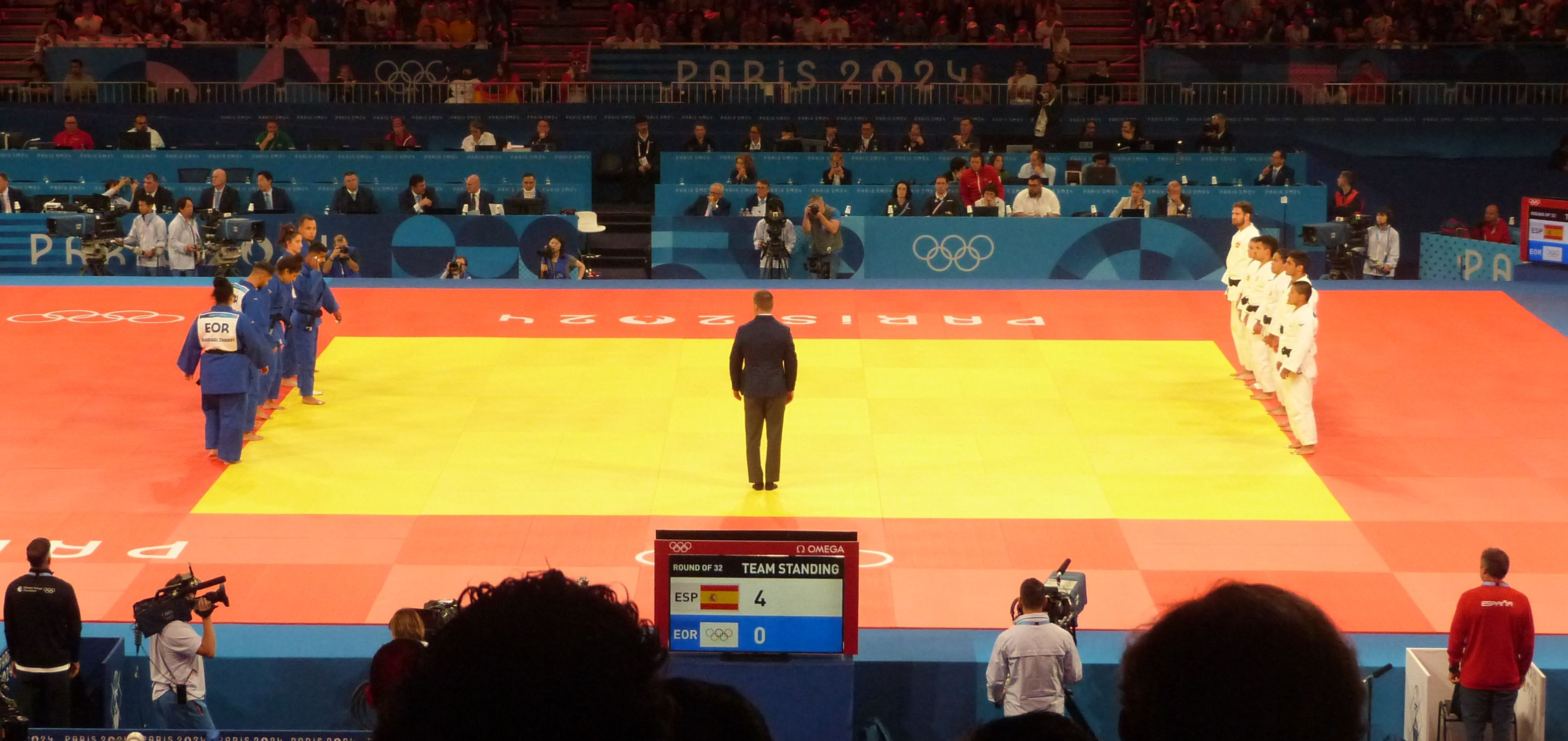
Equipe Olímpica de Refugiados e Espanha após o confronto

| Classe de peso   | ESP Espanha             | Result. | EOR Equipe Olímpica de Refugiados | Placar |
| ---------------- | ----------------------- | ------- | --------------------------------- | ------ |
| +90 kg masculino | Nikoloz Sherazadishvili | 10 – 00 | Adnan Khankan                     | 1 – 0  |
| –57 kg feminino  | Ariane Toro             | 10 – 00 | Muna Dahouk                       | 2 – 0  |
| –73 kg masculino | David García Torné      | 10 – 00 | Mohammad Rashnonezhad             | 3 – 0  |
| –70 kg feminino  | Cristina Cabaña         | 10 – 00 | Nigara Shaheen                    | 4 – 0  |
| –90 kg masculino | Tristani Mosakhlishvili | —       | Arab Sibghatullah                 | —      |
| +70 kg feminino  | Ai Tsunoda              | —       | Mahboubeh Barbari Zharfi          | —      |

#### Mongólia vs Israel
| Classe de peso   | MGL Mongólia                | Result. | ISR Israel        | Placar |
| ---------------- | --------------------------- | ------- | ----------------- | ------ |
| +90 kg masculino | Batkhuyagiin Gonchigsüren   | 01 – 10 | Peter Paltchik    | 0 – 1  |
| –57 kg feminino  | Lkhagvasürengiin Sosorbaram | 00 – 10 | Timna Nelson-Levy | 0 – 2  |
| –73 kg masculino | Yondonperenlein Baskhüü     | 00 – 10 | Tohar Butbul      | 0 – 3  |
| –70 kg feminino  | Lkhagvatogoogiin Enkhriilen | 10 – 00 | Gili Sharir       | 1 – 3  |
| –90 kg masculino | Batzayaagiin Erdenebayar    | 10 – 00 | Sagi Muki         | 2 – 3  |
| +70 kg feminino  | Amarsaikhany Adiyaasüren    | 01 – 00 | Raz Hershko       | 3 – 3  |
| –90 kg masculino | Batzayaagiin Erdenebayar    | 00 – 01 | Sagi Muki         | 3 – 4  |

#### Itália vs Hungria

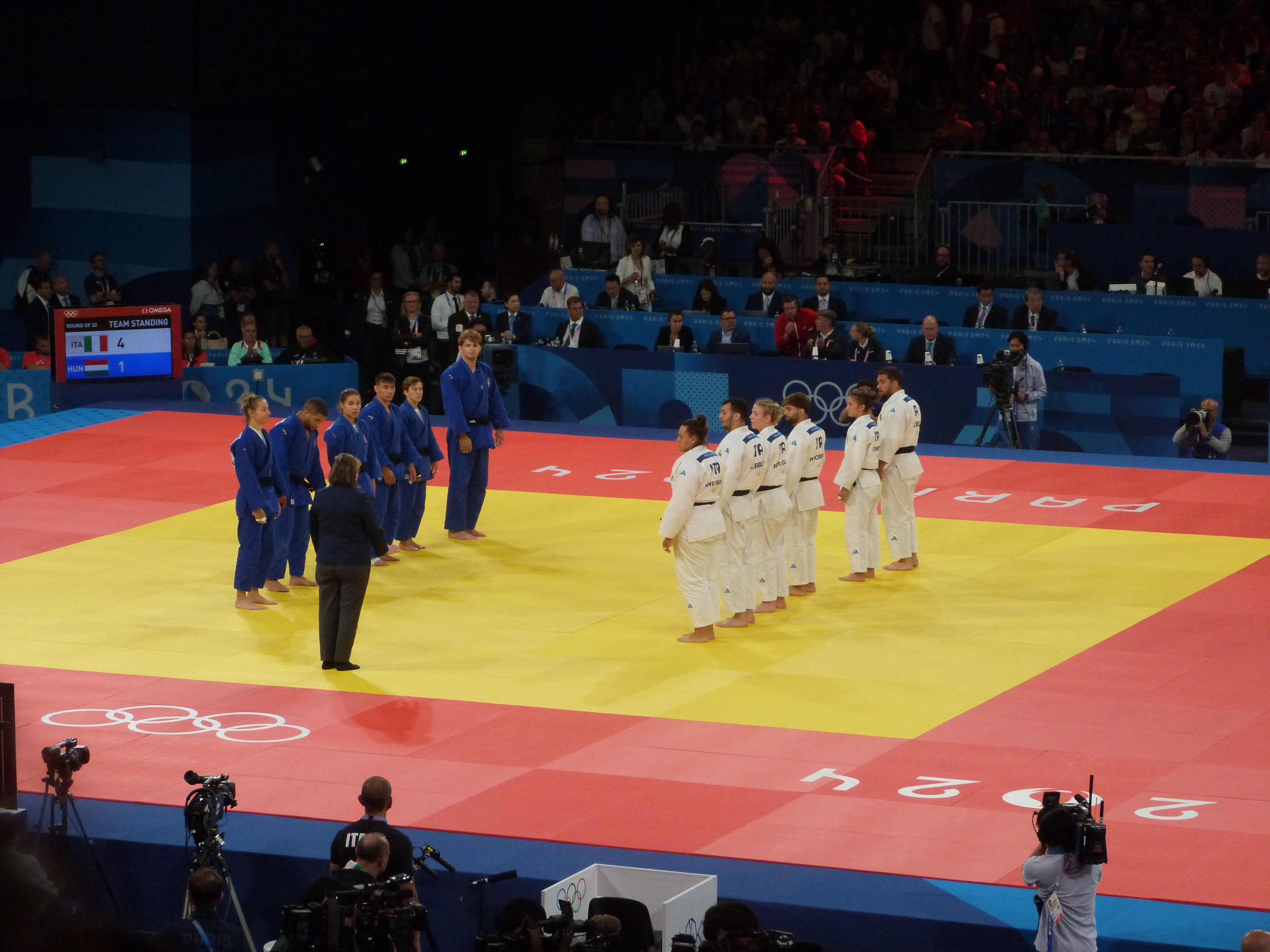
Equipes da Hungria e Itália após o confronto

| Classe de peso   | ITA Itália        | Result. | HUN Hungria     | Placar |
| ---------------- | ----------------- | ------- | --------------- | ------ |
| +90 kg masculino | Gennaro Pirelli   | 01 – 00 | Zsombor Vég     | 1 – 0  |
| –57 kg feminino  | Veronica Toniolo  | 10 – 00 | Réka Pupp       | 2 – 0  |
| –73 kg masculino | Manuel Lombardo   | 10 – 00 | Bence Pongrácz  | 3 – 0  |
| –70 kg feminino  | Kim Polling       | 00 – 01 | Szofi Özbas     | 3 – 1  |
| –90 kg masculino | Christian Parlati | 10 – 00 | Krisztián Tóth  | 4 – 1  |
| +70 kg feminino  | Asya Tavano       | —       | Szabina Gercsák | —      |

### Oitavas de final

#### Japão vs Espanha
| Classe de peso   | JPN Japão        | Result. | ESP Espanha             | Placar |
| ---------------- | ---------------- | ------- | ----------------------- | ------ |
| –57 kg feminino  | Uta Abe          | 10 – 01 | Ariane Toro             | 1 – 0  |
| –73 kg masculino | Soichi Hashimoto | 00 – 10 | Salvador Cases          | 1 – 1  |
| –70 kg feminino  | Miku Takaichi    | 10 – 00 | Cristina Cabaña         | 2 – 1  |
| –90 kg masculino | Sanshiro Murao   | 01 – 00 | Tristani Mosakhlishvili | 3 – 1  |
| +70 kg feminino  | Rika Takayama    | 00 – 10 | Ai Tsunoda              | 3 – 2  |
| +90 kg masculino | Tatsuru Saito    | 00 – 01 | Nikoloz Sherazadishvili | 3 – 3  |
| –70 kg feminino  | Miku Takaichi    | 10 – 00 | Cristina Cabaña         | 4 – 3  |

#### Países Baixos vs Sérvia

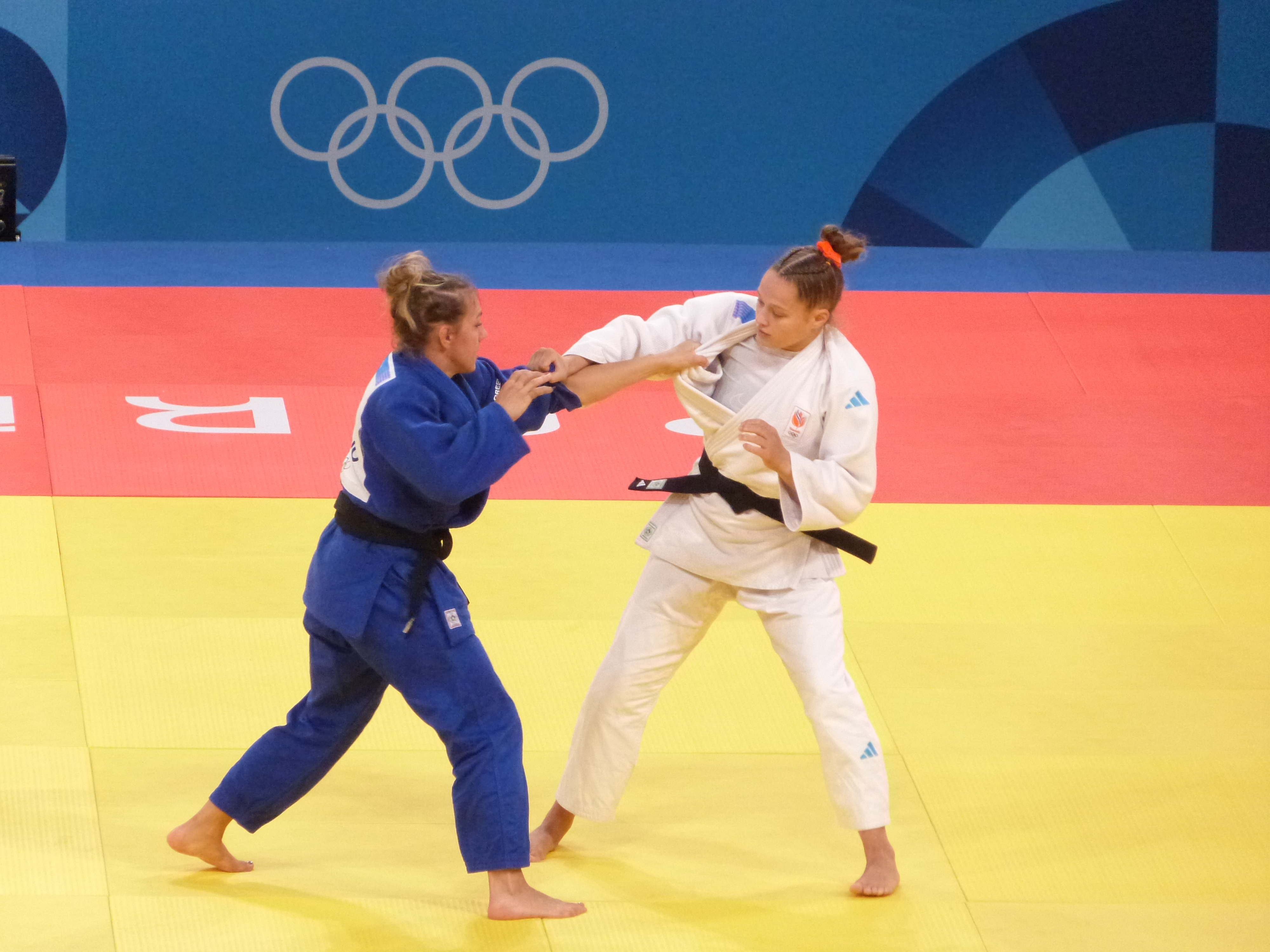
Marica Perišić e Joanne van Lieshout no terceiro confronto das oitavas

| Classe de peso   | NED Países Baixos   | Result. | SRB Sérvia        | Placar |
| ---------------- | ------------------- | ------- | ----------------- | ------ |
| –57 kg feminino  | Julie Beurskens     | 10 – 00 | Milica Nikolić    | 1 – 0  |
| –73 kg masculino | Tornike Tsjakadoea  | 00 – 10 | Strahinja Bunčić  | 1 – 1  |
| –70 kg feminino  | Joanne van Lieshout | 10 – 00 | Marica Perišić    | 2 – 1  |
| –90 kg masculino | Noël van 't End     | 00 – 10 | Nemanja Majdov    | 2 – 2  |
| +70 kg feminino  | Marit Kamps         | 00 – 10 | Milica Žabić      | 2 – 3  |
| +90 kg masculino | Michael Korrel      | 00 – 10 | Aleksandar Kukolj | 2 – 4  |

#### Alemanha vs Áustria
| Classe de peso   | GER Alemanha     | Result. | AUT Áustria         | Placar |
| ---------------- | ---------------- | ------- | ------------------- | ------ |
| –57 kg feminino  | Pauline Starke   | 10 – 00 | Katharina Tanzer    | 1 – 0  |
| –73 kg masculino | Igor Wandtke     | 00 – 10 | Samuel Gassner      | 1 – 1  |
| –70 kg feminino  | Miriam Butkereit | 10 – 00 | Lubjana Piovesana   | 2 – 1  |
| –90 kg masculino | Eduard Trippel   | 10 – 00 | Wachid Borchashvili | 3 – 1  |
| +70 kg feminino  | Renée Lucht      | 11 – 00 | Michaela Polleres   | 4 – 1  |
| +90 kg masculino | Erik Abramov     | —       | Aaron Fara          | —      |

#### Cazaquistão vs Brasil

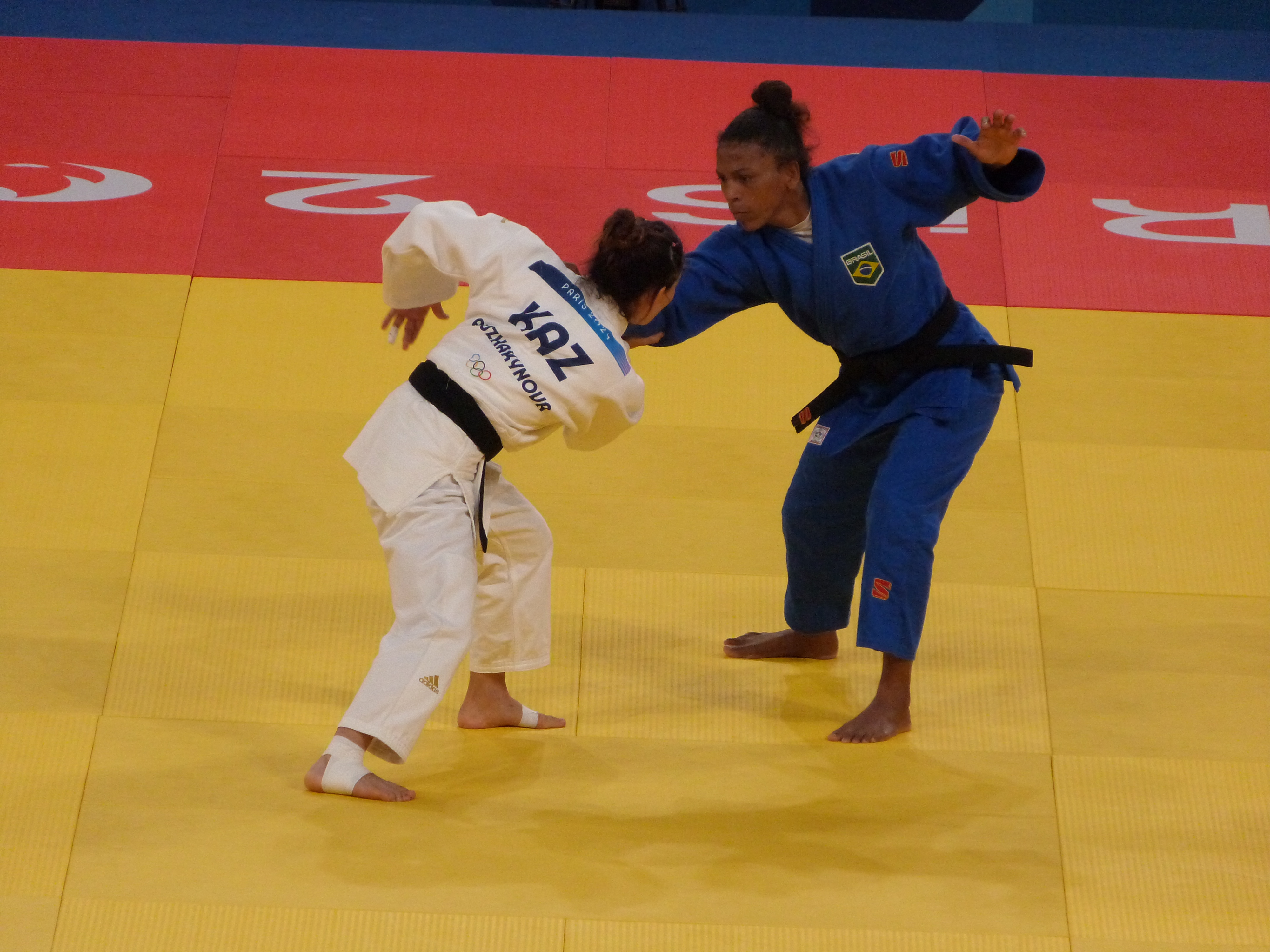
Abiba Abuzhakynova e Rafaela Silva nas oitavas de final

| Classe de peso   | KAZ Cazaquistão       | Result. | BRA Brasil         | Placar |
| ---------------- | --------------------- | ------- | ------------------ | ------ |
| –57 kg feminino  | Abiba Abuzhakynova    | 00 – 11 | Rafaela Silva      | 0 – 1  |
| –73 kg masculino | Daniyar Shamshayev    | 10 – 01 | Daniel Cargnin     | 1 – 1  |
| –70 kg feminino  | Esmigul Kuyulova      | 00 – 10 | Ketleyn Quadros    | 1 – 2  |
| –90 kg masculino | Abylaikhan Zhubanazar | 10 – 01 | Rafael Macedo      | 2 – 2  |
| +70 kg feminino  | Kamila Berlikash      | 00 – 01 | Beatriz Souza      | 2 – 3  |
| +90 kg masculino | Nurlykhan Sharkhan    | 00 – 11 | Leonardo Gonçalves | 2 – 4  |

#### França vs Israel
| Classe de peso   | FRA França                | Result. | ISR Israel        | Placar |
| ---------------- | ------------------------- | ------- | ----------------- | ------ |
| –57 kg feminino  | Sarah-Léonie Cysique      | 10 – 01 | Timna Nelson-Levy | 1 – 0  |
| –73 kg masculino | Joan-Benjamin Gaba        | 10 – 00 | Tohar Butbul      | 2 – 0  |
| –70 kg feminino  | Marie-Ève Gahié           | 10 – 00 | Gili Sharir       | 3 – 0  |
| –90 kg masculino | Maxime-Gaël Ngayap Hambou | 10 – 00 | Sagi Muki         | 4 – 0  |
| +70 kg feminino  | Romane Dicko              | —       | Raz Hershko       | —      |
| +90 kg masculino | Teddy Riner               | —       | Peter Paltchik    | —      |

#### Coreia do Sul vs Turquia
| Classe de peso   | KOR Coreia do Sul | Result. | TUR Turquia       | Placar |
| ---------------- | ----------------- | ------- | ----------------- | ------ |
| –57 kg feminino  | Huh Mi-mi         | 10 – 00 | Tuğçe Beder       | 1 – 0  |
| –73 kg masculino | An Ba-ul          | 10 – 00 | Muhammed Demirel  | 2 – 0  |
| –70 kg feminino  | Kim Ji-su         | 11 – 00 | Fidan Ögel        | 3 – 0  |
| –90 kg masculino | Han Ju-yeop       | 00 – 10 | Mihael Žgank      | 3 – 1  |
| +70 kg feminino  | Kim Ha-yun        | 01 – 00 | Kayra Özdemir     | 4 – 1  |
| +90 kg masculino | Kim Min-jong      | —       | İbrahim Tataroğlu | —      |

#### Geórgia vs Itália

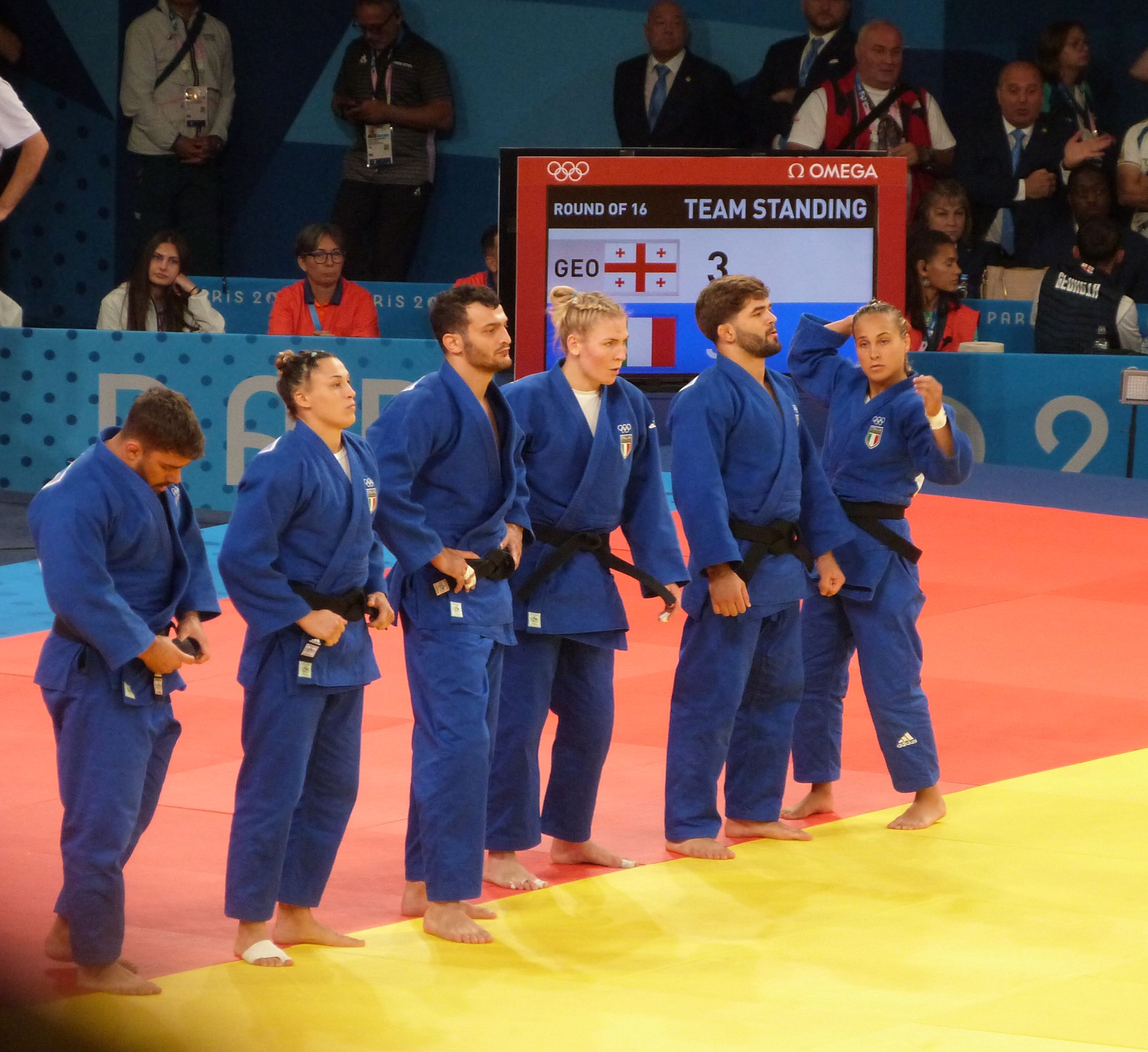
Equipe da Itália durante o confronto contra a Geórgia

| Classe de peso   | GEO Geórgia           | Result. | ITA Itália        | Placar |
| ---------------- | --------------------- | ------- | ----------------- | ------ |
| –57 kg feminino  | Eteri Liparteliani    | 10 – 00 | Odette Giuffrida  | 1 – 0  |
| –73 kg masculino | Lasha Shavdatuashvili | 00 – 10 | Manuel Lombardo   | 1 – 1  |
| –70 kg feminino  | Eter Askilashvili     | 00 – 10 | Kim Polling       | 1 – 2  |
| –90 kg masculino | Lasha Bekauri         | 10 – 00 | Christian Parlati | 2 – 2  |
| +70 kg feminino  | Sophio Somkhishvili   | 00 – 10 | Alice Bellandi    | 2 – 3  |
| +90 kg masculino | Ilia Sulamanidze      | 10 – 00 | Gennaro Pirelli   | 3 – 3  |
| –73 kg masculino | Lasha Shavdatuashvili | 00 – 01 | Manuel Lombardo   | 3 – 4  |

#### Uzbequistão vs Canadá
| Classe de peso   | UZB Uzbequistão      | Result. | CAN Canadá                  | Placar |
| ---------------- | -------------------- | ------- | --------------------------- | ------ |
| –57 kg feminino  | Shukurjon Aminova    | 10 – 00 | Christa Deguchi             | 1 – 0  |
| –73 kg masculino | Murodjon Yuldoshev   | 01 – 00 | Arthur Margelidon           | 2 – 0  |
| –70 kg feminino  | Gulnoza Matniyazova  | 10 – 00 | Catherine Beauchemin-Pinard | 3 – 0  |
| –90 kg masculino | Davlat Bobonov       | 01 – 00 | François Gauthier-Drapeau   | 4 – 0  |
| +70 kg feminino  | Iriskhon Kurbanbaeva | —       | Ana Laura Portuondo Isasi   | —      |
| +90 kg masculino | Alisher Yusupov      | —       | Shady Elnahas               | —      |

### Quartas de final

#### Japão vs Sérvia

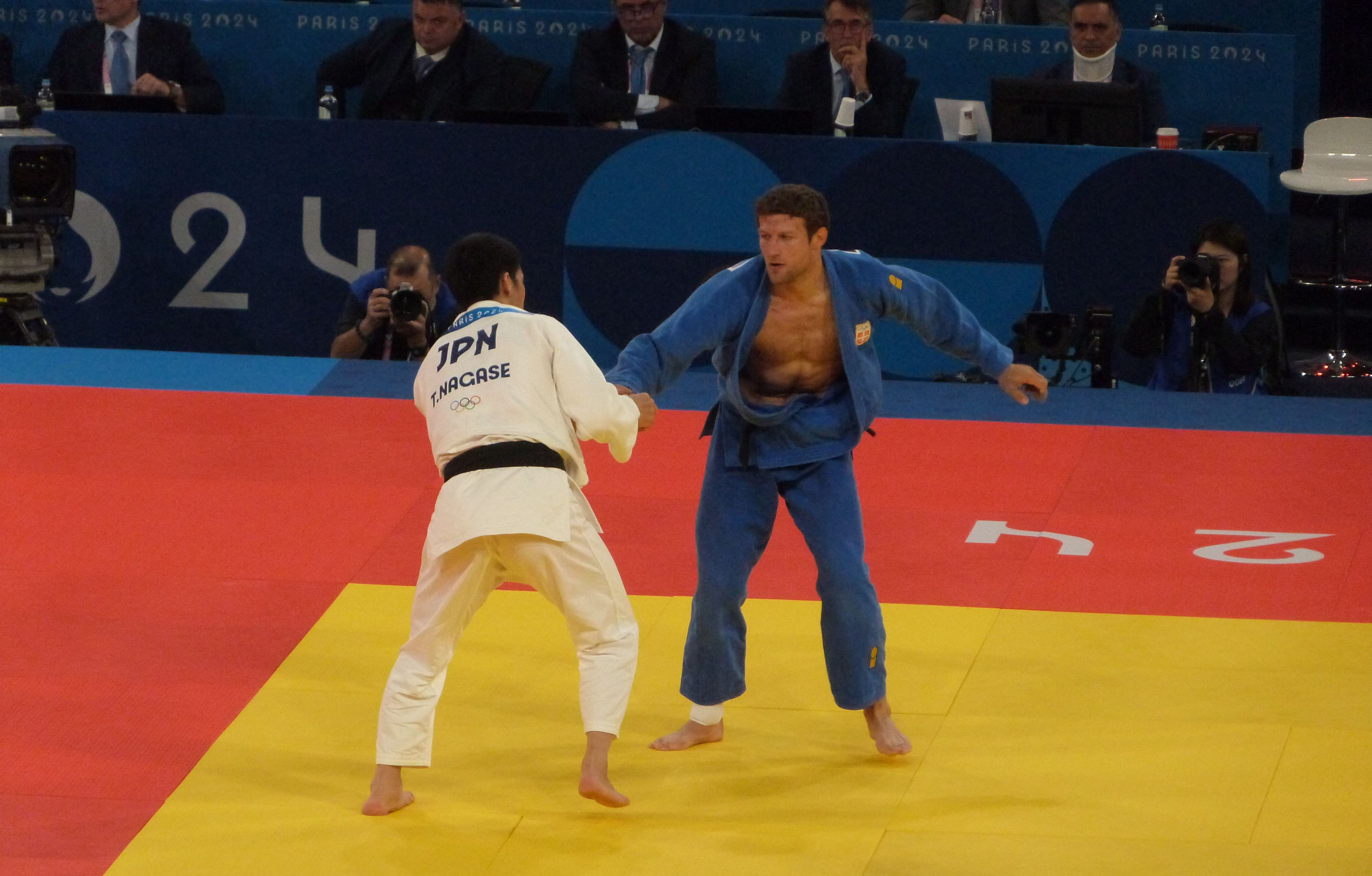
Takanori Nagase e Nemanja Majdov durante as quartas de final

| Classe de peso   | JPN Japão       | Result. | SRB Sérvia        | Placar |
| ---------------- | --------------- | ------- | ----------------- | ------ |
| –73 kg masculino | Hifumi Abe      | 10 – 00 | Strahinja Bunčić  | 1 – 0  |
| –70 kg feminino  | Saki Niizoe     | 11 – 00 | Marica Perišić    | 2 – 0  |
| –90 kg masculino | Takanori Nagase | 10 – 00 | Nemanja Majdov    | 3 – 0  |
| +70 kg feminino  | Rika Takayama   | 00 – 10 | Milica Žabić      | 3 – 1  |
| +90 kg masculino | Aaron Wolf      | 10 – 00 | Aleksandar Kukolj | 4 – 1  |
| –57 kg feminino  | Haruka Funakubo | —       | Milica Nikolić    | —      |

#### Alemanha vs Brasil
| Classe de peso   | GER Alemanha     | Result. | BRA Brasil         | Placar |
| ---------------- | ---------------- | ------- | ------------------ | ------ |
| –73 kg masculino | Igor Wandtke     | 10 – 00 | Daniel Cargnin     | 1 – 0  |
| –70 kg feminino  | Miriam Butkereit | 10 – 00 | Ketleyn Quadros    | 2 – 0  |
| –90 kg masculino | Eduard Trippel   | 01 – 10 | Rafael Macedo      | 2 – 1  |
| +70 kg feminino  | Renée Lucht      | 00 – 01 | Beatriz Souza      | 2 – 2  |
| +90 kg masculino | Erik Abramov     | 10 – 00 | Leonardo Gonçalves | 3 – 2  |
| –57 kg feminino  | Pauline Starke   | 00 – 10 | Rafaela Silva      | 3 – 3  |
| +90 kg masculino | Erik Abramov     | 01 – 00 | Leonardo Gonçalves | 4 – 3  |

#### França vs Coreia do Sul

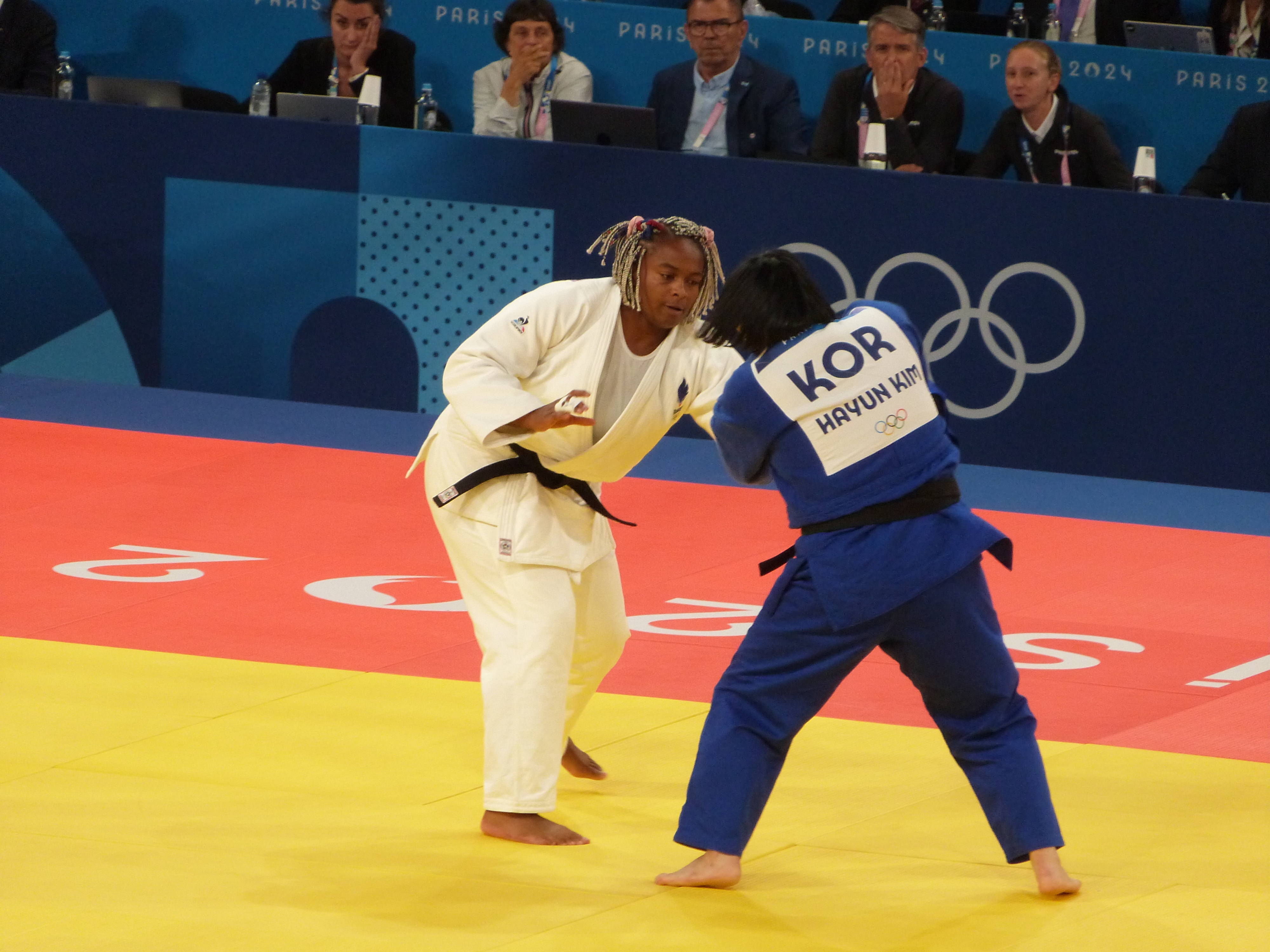
Romane Dicko e Kim Ha-yun no quarto confronto das quartas

| Classe de peso   | FRA França                | Result. | KOR Coreia do Sul | Placar |
| ---------------- | ------------------------- | ------- | ----------------- | ------ |
| –73 kg masculino | Joan-Benjamin Gaba        | 10 – 00 | An Ba-ul          | 1 – 0  |
| –70 kg feminino  | Marie-Ève Gahié           | 00 – 10 | Kim Ji-su         | 1 – 1  |
| –90 kg masculino | Maxime-Gaël Ngayap Hambou | 11 – 01 | Han Ju-yeop       | 2 – 1  |
| +70 kg feminino  | Romane Dicko              | 10 – 00 | Kim Ha-yun        | 3 – 1  |
| +90 kg masculino | Teddy Riner               | 10 – 00 | Lee Joon-hwan     | 4 – 1  |
| –57 kg feminino  | Sarah-Léonie Cysique      | —       | Huh Mi-mi         | —      |

#### Itália vs Uzbequistão
| Classe de peso   | ITA Itália        | Result. | UZB Uzbequistão      | Placar |
| ---------------- | ----------------- | ------- | -------------------- | ------ |
| –73 kg masculino | Manuel Lombardo   | 00 – 10 | Murodjon Yuldoshev   | 0 – 1  |
| –70 kg feminino  | Savita Russo      | 00 – 01 | Gulnoza Matniyazova  | 0 – 2  |
| –90 kg masculino | Christian Parlati | 10 – 00 | Davlat Bobonov       | 1 – 2  |
| +70 kg feminino  | Alice Bellandi    | 10 – 00 | Iriskhon Kurbanbaeva | 2 – 2  |
| +90 kg masculino | Gennaro Pirelli   | 10 – 00 | Alisher Yusupov      | 3 – 2  |
| –57 kg feminino  | Veronica Toniolo  | 10 – 00 | Shukurjon Aminova    | 4 – 2  |

### Repescagem

#### Sérvia vs Brasil
| Classe de peso   | SRB Sérvia        | Result. | BRA Brasil      | Placar |
| ---------------- | ----------------- | ------- | --------------- | ------ |
| –70 kg feminino  | Marica Perišić    | 00 – 11 | Ketleyn Quadros | 0 – 1  |
| –90 kg masculino | Nemanja Majdov    | 00 – 10 | Rafael Macedo   | 0 – 2  |
| +70 kg feminino  | Milica Žabić      | 10 – 00 | Beatriz Souza   | 1 – 2  |
| +90 kg masculino | Aleksandar Kukolj | 00 – 10 | Rafael Silva    | 1 – 3  |
| –57 kg feminino  | Milica Nikolić    | 00 – 11 | Rafaela Silva   | 1 – 4  |
| –73 kg masculino | Strahinja Bunčić  | —       | Willian Lima    | —      |

#### Coreia do Sul vs Uzbequistão
| Classe de peso   | KOR Coreia do Sul | Result. | UZB Uzbequistão      | Placar |
| ---------------- | ----------------- | ------- | -------------------- | ------ |
| –70 kg feminino  | Kim Ji-su         | 00 – 10 | Gulnoza Matniyazova  | 0 – 1  |
| –90 kg masculino | Lee Joon-hwan     | 10 – 00 | Davlat Bobonov       | 1 – 1  |
| +70 kg feminino  | Kim Ha-yun        | 10 – 01 | Iriskhon Kurbanbaeva | 2 – 1  |
| +90 kg masculino | Kim Min-jong      | 11 – 00 | Alisher Yusupov      | 3 – 1  |
| –57 kg feminino  | Huh Mi-mi         | 00 – 10 | Diyora Keldiyorova   | 3 – 2  |
| –73 kg masculino | An Ba-ul          | 10 – 00 | Murodjon Yuldoshev   | 4 – 2  |

### Semifinais

#### Japão vs Alemanha
| Classe de peso   | JPN Japão        | Result. | GER Alemanha     | Placar |
| ---------------- | ---------------- | ------- | ---------------- | ------ |
| –70 kg feminino  | Saki Niizoe      | 01 – 00 | Miriam Butkereit | 1 – 0  |
| –90 kg masculino | Sanshiro Murao   | 10 – 00 | Eduard Trippel   | 2 – 0  |
| +70 kg feminino  | Rika Takayama    | 10 – 00 | Renée Lucht      | 3 – 0  |
| +90 kg masculino | Aaron Wolf       | 11 – 00 | Erik Abramov     | 4 – 0  |
| –57 kg feminino  | Haruka Funakubo  | —       | Pauline Starke   | —      |
| –73 kg masculino | Soichi Hashimoto | —       | Igor Wandtke     | —      |

#### França vs Itália

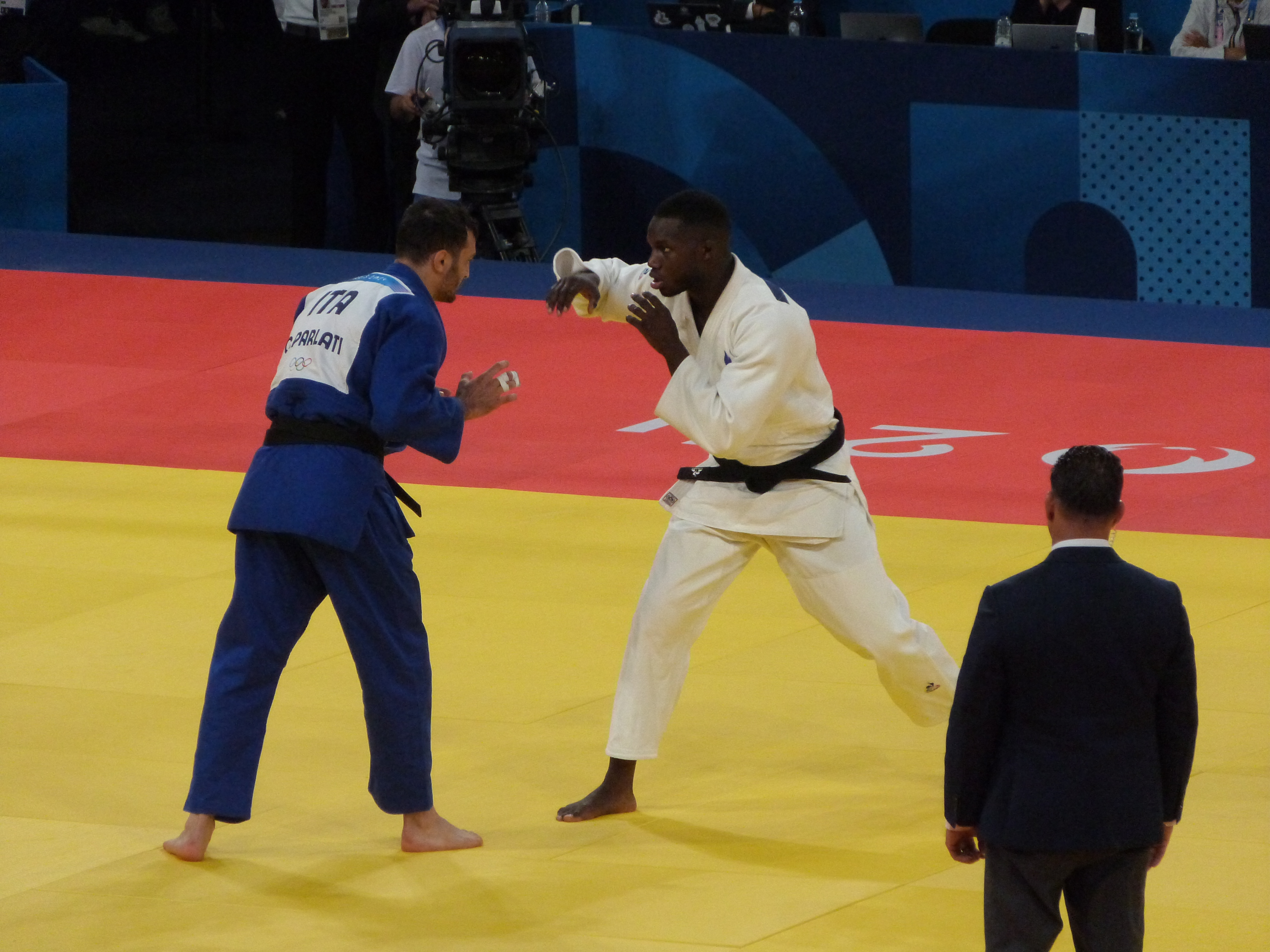
Christian Parlati e Maxime-Gaël Ngayap Hambou durante a semifinal

| Classe de peso   | FRA França                | Result. | ITA Itália        | Placar |
| ---------------- | ------------------------- | ------- | ----------------- | ------ |
| –70 kg feminino  | Marie-Ève Gahié           | 10 – 00 | Kim Polling       | 1 – 0  |
| –90 kg masculino | Maxime-Gaël Ngayap Hambou | 00 – 10 | Christian Parlati | 1 – 1  |
| +70 kg feminino  | Romane Dicko              | 10 – 00 | Alice Bellandi    | 2 – 1  |
| +90 kg masculino | Teddy Riner               | 10 – 00 | Gennaro Pirelli   | 3 – 1  |
| –57 kg feminino  | Sarah-Léonie Cysique      | 01 – 00 | Odette Giuffrida  | 4 – 1  |
| –73 kg masculino | Joan-Benjamin Gaba        | —       | Manuel Lombardo   | —      |

### Disputas pelo bronze

#### Brasil vs Itália
| Classe de peso   | BRA Brasil         | Result. | ITA Itália        | Placar |
| ---------------- | ------------------ | ------- | ----------------- | ------ |
| –90 kg masculino | Rafael Macedo      | 10 – 00 | Christian Parlati | 1 – 0  |
| +70 kg feminino  | Beatriz Souza      | 10 – 00 | Asya Tavano       | 2 – 0  |
| +90 kg masculino | Leonardo Gonçalves | 00 – 01 | Gennaro Pirelli   | 2 – 1  |
| –57 kg feminino  | Rafaela Silva      | 11 – 00 | Veronica Toniolo  | 3 – 1  |
| –73 kg masculino | Willian Lima       | 00 – 10 | Manuel Lombardo   | 3 – 2  |
| –70 kg feminino  | Ketleyn Quadros    | 01 – 10 | Savita Russo      | 3 – 3  |
| –57 kg feminino  | Rafaela Silva      | 01 – 00 | Veronica Toniolo  | 4 – 3  |

#### Coreia do Sul vs Alemanha
| Classe de peso   | KOR Coreia do Sul | Result. | GER Alemanha     | Placar |
| ---------------- | ----------------- | ------- | ---------------- | ------ |
| –90 kg masculino | Lee Joon-hwan     | 00 – 10 | Eduard Trippel   | 0 – 1  |
| +70 kg feminino  | Kim Ha-yun        | 10 – 00 | Renée Lucht      | 1 – 1  |
| +90 kg masculino | Kim Min-jong      | 10 – 00 | Erik Abramov     | 2 – 1  |
| –57 kg feminino  | Huh Mi-mi         | 10 – 00 | Pauline Starke   | 3 – 1  |
| –73 kg masculino | An Ba-ul          | 00 – 01 | Igor Wandtke     | 3 – 2  |
| –70 kg feminino  | Kim Ji-su         | 00 – 10 | Miriam Butkereit | 3 – 3  |
| –73 kg masculino | An Ba-ul          | 10 – 00 | Igor Wandtke     | 4 – 3  |

### Final – Japão vs França
| Classe de peso   | JPN Japão       | Result. | FRA França                | Placar |
| ---------------- | --------------- | ------- | ------------------------- | ------ |
| –90 kg masculino | Sanshiro Murao  | 10 – 00 | Maxime-Gaël Ngayap Hambou | 1 – 0  |
| +70 kg feminino  | Rika Takayama   | 01 – 00 | Romane Dicko              | 2 – 0  |
| +90 kg masculino | Tatsuru Saito   | 00 – 10 | Teddy Riner               | 2 – 1  |
| –57 kg feminino  | Natsumi Tsunoda | 10 – 00 | Sarah-Léonie Cysique      | 3 – 1  |
| –73 kg masculino | Hifumi Abe      | 00 – 10 | Joan-Benjamin Gaba        | 3 – 2  |
| –70 kg feminino  | Miku Takaichi   | 00 – 01 | Clarisse Agbegnenou       | 3 – 3  |
| +90 kg masculino | Tatsuru Saito   | 00 – 10 | Teddy Riner               | 3 – 4  |